# Jace Pardon
Jace Pardon (Manhattan Beach, 19 de junho de 1993) é  uma jogadora de voleibol de praia estadunidense, que conquistou a medalha de prata no Campeonato Mundial de Vôlei de Praia Sub-23 na Polônia e amedalha de ouro nos Jogos Pan-Americanos de 2019 no Peru.

## Carreira
Formou parceria com Lara Dykstra em 2014 e competiram no Circuito da AVP e terminaram na vigésima primeira posição no Salt Lake City Open e o nono lugar no Manhattan Beach Open; e com esta atleta disputou a edição do Campeonato Mundial de Vôlei de Praia Sub-23 de 2014 sediado em Mysłowice, e nesta edição conquistaram a medalha de prata.

No Circuito da AVP de 2016 jogou ao lado de  Brittany Tiegs e terminou na décima terceira colocação no Manhattan Beach Open.
Nas competições de 2017 disputou o correspondente Circuito da AVP e com Alexandra Klineman obteve a décima terceira posição no Austin Open e o décimo sétimo posto no Nova Iorque Open, na sequência jogou com Brittany Tiegs e terminaram na sétima colocação no San Francisco Open, mesma colocação obtida em Hermosa Beach Open, depois com Lara Dykstra finalizou na décima terceira colocação no Manhattan Beach Opene a décima sétima posição Chicago Open.
Com Lara Dykstra disputou o Circuito Mundial de Vôlei de Praia de 2017 e alcançaram a nona posição no torneio categoria uma estrela de Mônaco, mesma posição obtida no torneio categoria duas estrelas de Sydney, também disputaram o Circuito NORCECA de Vôlei de Praia de 2017, alcançando a medalha de prata na etapa de Grande Caimão, o quinto lugar na etapa de Ocho Rios, foram campeãs na etapa de Varadero e o vice-campeonato na etapa de Punta Cana.
Na edição do Circuito Mundial de 2018 conquistou ao lado de Caitlin Ledoux o vice-campeonato no Aberto de Shepparton, categoria duas estrelas).
Com Karissa Cook conquistou a medalha de ouro nos Jogos Pan-Americanos de 2019 em Lima.

## Títulos e resultados
- Torneio 2* de Shepparton do Circuito Mundial de Vôlei de Praia:2018[11]
- Etapa de Varadero  do Circuito NORCECA de Vôlei de Praia:2018[14]
- Etapa de Punta Cana  do Circuito NORCECA de Vôlei de Praia:2018[15]
- Etapa de Grande Caimão  do Circuito NORCECA de Vôlei de Praia:2018[12]

## Premiações individuais
[carece de fontes?]